# Irineu Sílvio Wilges

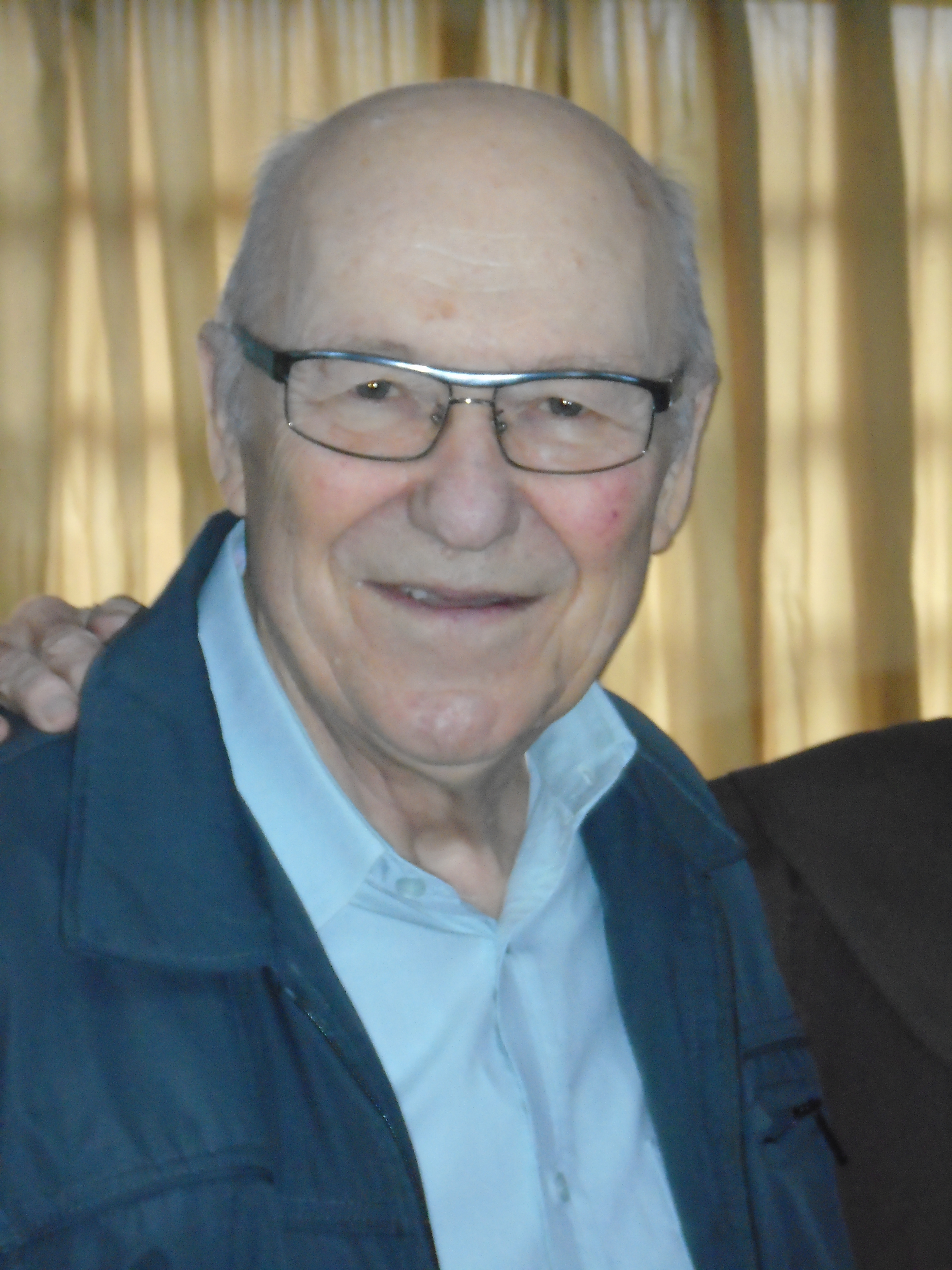
Irineu Sílvio Wilges (2017)

Irineu Sílvio Wilges OFM (* 3. Oktober 1936 in Pinheiral; † 17. November 2022 in Porto Alegre) war ein brasilianischer Ordensgeistlicher, römisch-katholischer Theologe und Bischof von Cachoeira do Sul.

## Leben
Irineu Sílvio Wilges trat 1956 der Ordensgemeinschaft der Franziskaner im Kloster des Heiligen Bonaventura in Daltro Filho bei, wo er auch von 1957 bis 1958 Philosophie studierte. Sein Theologiestudium absolvierte er von 1959 bis 1962 im Konvent des Heiligen Antonius von Divinópolis, Minas Gerais. Während dieser Zeit, im Februar 1960, legte er seine feierliche Profess ab und empfing am 15. Juli 1962 durch den Bischof von Divinópolis, Cristiano Portela de Araújo Pena, die Priesterweihe.
Er hatte verschiedene Ämter im Orden inne, unter anderem als Generaldefinitor des Ordens (1985–1991), als Provinzial (1983–1985), als Vize-Provinzial des hl. Franziskus (1978–1984), als Provinzdefinitor (1972–1975), als Meister der Postulanten und Theologiestudenten in Porto Alegre (1971–1973), als Lehrer und Ausbilder im Franziskanerseminar in Kairo, Ägypten, und als Kaplan der Klarissen. Er war auch Lehrer und Ausbilder im Assistenzseminar für Ordensleute, Professor für Theologie an der Pontifícia Universidade Católica do Rio Grande do Sul, Pfarrer, Assistent der JAC (Katholische Landjugend), Vikar in verschiedenen Pfarreien und weitere. Von 1983 bis 1985 war er Provinzialminister und von 1985 bis 1991 Generaldefinitor des Ordens in Rom.
Papst Johannes Paul II. ernannte ihn am 14. August 2000 zum Bischof von Cachoeira do Sul. Die Bischofsweihe spendete ihm der Erzbischof von Aparecida, der Franziskanerkardinal Aloísio Lorscheider, am 12. August desselben Jahres in der Kathedrale des Erzbistums Porto Alegre; Mitkonsekratoren waren Ângelo Domingos Salvador OFMCap, Bischof von Uruguaiana, und José Ivo Lorscheiter, Bischof von Santa Maria. Als Wahlspruch wählte er Paz e Alegria no Espírito Santo (Friede und Freude im Heiligen Geist).
Papst Benedikt XVI. nahm am 28. Dezember 2011 seinen altersbedingten Rücktritt an. Irineu Sílvio Wilges starb am 17. November 2022 im Alter von 86 Jahren in Porto Alegre.

## Schriften
- A Historia e Doutrina do Diaconato Ate o Concilio de Trento , 1970
- Cultura Religiosa Vol. 2: Temas Religiosos Atuais, 1983
- Cultura religiosa: As religiões no mundo, Editora Vozes 2014, ISBN 978-8532613219

## Einzelnachweis
1. 1 2 3  In memoria di Mons. Irineu Sílvio Wilges (1936 – 2022). In: ofm.orf. 18. November 2022, abgerufen am 18. November 2022 (spanisch).

| Vorgänger                       | Amt                                    | Nachfolger        |
| ------------------------------- | -------------------------------------- | ----------------- |
| Ângelo Domingos Salvador OFMCap | Bischof von Cachoeira do Sul 2000–2011 | Remídio José Bohn |

| Personendaten    | Personendaten                                                                        |
| ---------------- | ------------------------------------------------------------------------------------ |
| NAME             | Wilges, Irineu Sílvio                                                                |
| KURZBESCHREIBUNG | brasilianischer Ordensgeistlicher, römisch-katholischer Bischof von Cachoeira do Sul |
| GEBURTSDATUM     | 3. Oktober 1936                                                                      |
| GEBURTSORT       | Pinheiral                                                                            |
| STERBEDATUM      | 17. November 2022                                                                    |
| STERBEORT        | Porto Alegre                                                                         |